# 5 de julio
El 5 de julio es el 186.º (centésimo octogésimo sexto) día del año en el calendario gregoriano y el 187.º en los años bisiestos. Quedan 179 días para finalizar el año.

## Acontecimientos

### Antes de 1900
- 1054: en China, los astrónomos registran la explosión de la supernova que dará origen a la actual nebulosa del Cangrejo.
- 1201: Siria es sacudida por un terremoto de unos 7,6 grados en la escala de Richter, que deja un saldo de entre 30.000 y 60.000 muertos. Historiadores modernos consideran que la cifra de muertos directos fue de alrededor de 30.000, pero una peste (producida por el incorrecto manejo de los cadáveres) sumada a una sequía del río Nilo, elevó la cantidad de muertos en toda la región de Oriente Medio y Egipto hasta 1,1 millones.

- 1518: en Estrasburgo (en esa época parte del Sacro Imperio romano germánico), una mujer llamada Frau Troffea comienza a bailar incontroladamente en la calle durante una semana, gradualmente se le agregan decenas de personas, y un mes después había en las calles aproximadamente 400 danzantes (Epidemia de baile de 1518). La mayoría murió como consecuencia de infartos, ataques cerebrovasculares y agotamiento.
- 1601: comienza el sitio de Ostende por los tercios del Imperio español.
- 1687: en Inglaterra, Isaac Newton publica Philosophiæ naturalis principia mathematica.
- 1807: en Buenos Aires (Virreinato del Río de la Plata) ―en el marco de la Segunda Invasión Inglesa―, las milicias argentinas repelen a los soldados británicos.
- 1809: primer día de la Batalla de Wagram, entre el ejército imperial francés de Napoleón Bonaparte y el Imperio austríaco.
- 1811: Venezuela se independiza de España, con la participación de 42 diputados, entre ellos Juan Germán Roscio y Francisco de Miranda.
- 1830: Francia invade Argelia.
- 1865: el Reino Unido aprueba la primera ley del mundo que limita la velocidad de circulación con vehículos.
- 1870: en El Salvador se funda la Biblioteca Nacional de ese país centroamericano.
- 1884: Alemania toma posesión de Camerún.

### 1901-2000
- 1922: en los Países Bajos se realizan las primeras elecciones en las que pueden votar las mujeres.
- 1934: en Estados Unidos tiene lugar el "Bloody Thursday" (jueves sangriento) en el marco de las huelgas de San Francisco
- 1937: el KMT y el PCCH realizan un acuerdo para combatir a los japoneses.
- 1937: en Yellow Grass (Saskatchewan) se registra la temperatura más alta en la Historia de Canadá: 45 °C (113 °F).
- 1940: Gran Bretaña y el Régimen de Vichy francés rompen relaciones diplomáticas.
- 1941: en el marco de la Segunda Guerra Mundial, las tropas alemanas alcanzan el río Dniéper.
- 1941: en el marco de la guerra peruano-ecuatoriana, se inician los encuentros en la zona fronteriza entre las localidades de Aguas Verdes y Huaquillas.
- 1943: en el marco de la Segunda Guerra Mundial, comienza la batalla de Kursk, la batalla de tanques más grande librada en la historia.
- 1946: Berlín es dividida en cuatro zonas gobernadas por los aliados.
- 1946: en Estados Unidos se presenta en sociedad el bikini.
- 1950: se reconoce a todos los judíos el derecho a vivir en Israel (Ley del Retorno), mientras que se impide a las personas palestinas refugiadas su derecho al retorno reconocido por la Resolución 194 de la Asamblea General de las Naciones Unidas.
- 1950: Batalla de Osan: en Corea del Norte ―en el marco de la guerra de Corea―, soldados invasores estadounidenses tienen su primer choque con soldados norcoreanos.
- 1950: en Črnomelj (Eslovenia) se registra la temperatura más alta en la Historia de ese país: 40,6 °C (105,1 °F).
- 1951: William Shockley inventa el transistor de contacto de punto.
- 1953: en Perú, ocurre la tragedia del Club Juan Aurich.
- 1954: en Estados Unidos, Elvis Presley graba su primera canción titulada «That's All Right».

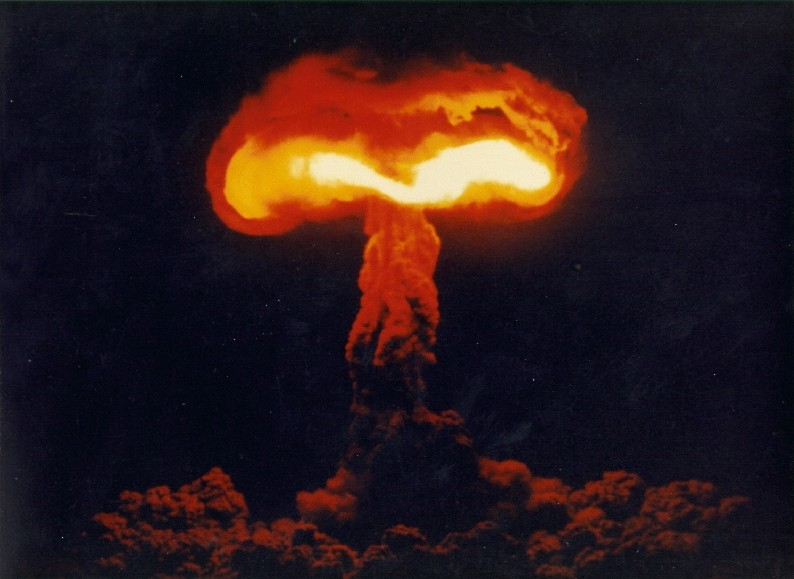
Fotografía de la explosión de la bomba atómica Hood, en 1957. Se hizo explotar desde un dirigible.

- 1957: en el Sitio de pruebas de Nevada, Estados Unidos detona desde un dirigible la bomba atómica Hood, de 74 kilotones. Será la explosión atómica más potente realizada por Estados Unidos en su propio territorio continental.
- 1958: en el atolón Enewetak (islas Marshall, en medio del océano Pacífico), Estados Unidos detona su bomba atómica Dogwood, de 397 kilotones. Es la bomba n.º 146 de las 1132 que Estados Unidos detonó entre 1945 y 1992.
- 1962: tras una larga guerra de independencia, Argelia derrota a las fuerzas invasoras, y se independiza del Imperio francés. Duro revés al colonialismo.
- 1962: en Cúcuta (Colombia) se funda la Universidad Francisco de Paula Santander.
- 1964: en Inglaterra se crea la banda Pink Floyd.
- 1965: en Bogotá (Colombia) se inaugura la radio La Voz de los Libertadores 1030 AM.
- 1968: en la ciudad de Los Ángeles, la banda norteamericana The Doors da un inolvidable recital en el Hollywood Bowl posteriormente publicado en 1987, con una reedición en el año 2012.
- 1968: en Pedrosa de la Vega (España), Javier Cortes Álvarez de Miranda descubre la villa romana La Olmeda, considerada como uno de los yacimientos arqueológicos más importantes del mundo romano hispánico.
- 1975: en Argentina los sindicatos nucleados en la CGT (Confederación General del Trabajo) declaran la primera huelga general contra un Gobierno peronista, en repudio al descalabro económico generado en el país por el Rodrigazo.
- 1975: en África, Cabo Verde se independiza de Portugal.
- 1975: en Reino Unido, Arthur Ashe es el primer tenista afrodescendiente que vence una final en el Campeonato de Wimbledon.
- 1985: Afirmación del pabellón argentino en la Corbeta ARA Espora (P-41). Esta unidad, construida en el Astillero Río Santiago (del AFNE), tiene asiento en la Base Naval Puerto Belgrano e integra la División de Corbetas.
- 1989: En Sudáfrica, Nelson Mandela ―quien desde 1962 era preso político, y a quien el Gobierno de Estados Unidos tuvo en la lista de terroristas hasta 2012―, es retirado de su celda e invitado a tomar té en la mansión del racista presidente blanco Pieter Willem Botha.
- 1989: Falso operativo en el edificio Altos del Portal en Bogotá (Colombia). Cuatro personas son masacradas por militares involucrados con el Cartel de Medellín.
- 1995: la Constitución de Armenia es aprobada por referéndum nacional.
- 1996: en Reino Unido nace la oveja Dolly, primer animal clonado.
- 1998: Japón lanza una misión a Marte sumándose a la carrera espacial.

### 2001-presente
- 2004: en Indonesia se realiza la primera elección presidencial.
- 2006: en El Salvador, graves disturbios ocurridos frente al campus central de la Universidad de El Salvador dejan un saldo fatal de dos agentes policiales muertos, diez más heridos, y un empleado universitario lesionado de gravedad.
- 2007: en Colombia se realiza una marcha por la liberación de los secuestrados y la entrega de los cuerpos de los once diputados de la asamblea del Valle del Cauca.
- 2009: cerca de Lichfield (Inglaterra) se descubre el mayor tesoro de oro anglosajón hasta la fecha, que consta de más de 1500 piezas.
- 2009: en Urumchi, capital de la región de Sinkiang (en el noroeste de la República Popular China), se producen una serie de disturbios que dejan un saldo trágico de 184 muertos y más de 1000 heridos, según fuentes gubernamentales chinas.
- 2009: en Argentina, se da por finalizado el Torneo Clausura con el famoso partido entre Vélez Sarsfield y Huracán en la última fecha, con sede en el estadio José Amalfitani. Con polémicas arbitrales del juez Gabriel Brazenas, el local se impuso por la mínima sobre el Huracán con un gol de Maximiliano Morález a falta de 8 minutos para el cierre.
- 2009: en México se celebran elecciones estatales.
- 2010: la misión Planck emite su primera imagen de todo el cielo.
- 2011: en Santiago de Compostela (España) es robado el Codex Calixtinus.
- 2012: en Londres (Reino Unido) se inaugura el Shard London Bridge, que se convierte en el rascacielos más alto de la Unión Europea hasta la fecha.
- 2015: en Grecia se celebra el referéndum griego de 2015, cuyo resultado es un rotundo rechazo a las condiciones impuestas por la Unión Europea, el Fondo Monetario Internacional y el Banco Central Europeo.
- 2015: en Japón se estrena la versión animada del manga Dragon Ball Super, como sucesora del anime de Dragon Ball Z
- 2016: la sonda espacial Juno de la NASA ingresa con éxito en la órbita de Júpiter.
- 2019: en Ridgecrest, California, Estados Unidos, ocurrió un sismo de 7.2 M  a las 15:19 UTC. El sismo fue percibido en Ciudades del estado de California como Los Ángeles, San Bernardino, Las Vegas y San Diego, así como en los municipios de México como Tijuana y Mexicali pero no hubo víctimas mortales.
- 2023: en la plataforma de lanzamiento ELA–3, en el Puerto espacial de Kourou, en Guayana Francesa se lanza por última vez el Ariane 5 llevando 2 satélites de comunicaciones dando fin a su legado en el ámbito espacial.
- 2024: Keir Starmer, asume el cargo como primer ministro del Reino Unido, asimismo los laboristas regresan al 10 de Downing Street luego de 14 años.

## Nacimientos

### Antes de 1600
- 182: Sun Quan, militar y político chino (f. 252).
- 465: Ahkal Mo Naab I, jefe de la ciudad estado maya de Palenque (f. 524).
- 980: Mokjong, séptimo gobernante de la dinastía Goryeo de Corea (f. 1009).
- 1029: Ma'ad al-Mustansir Billah, califa fatimí entre 1035 y 1094 (f. 1094).
- 1057: Al-Ghazali,  teólogo, jurista, filósofo y místico de origen persa (f. 1111).
- 1321: Juana de la Torre, aristócrata inglesa, esposa del rey de Escocia (f. 1362).
- 1466: Juan Sforza, aristócrata italiano (f. 1510).
- 1480: Felipe del Palatinado, príncipe y obispo alemán (f. 1541).
- 1487: Johann Gramann, teólogo protestante alemán (f. 1541).
- 1500: Paris Bordone, pintor italiano (f. 1570).
- 1512: Cristoforo Madruzzo, cardenal italiano (f. 1578).
- 1522: Margarita de Austria y Parma, hija de Carlos I de España, gobernadora de los Países Bajos (f. 1586).
- 1547: García de Médicis, aristócrata florentino (f. 1562).
- 1549: Francesco María Del Monte, cardenal y diplomático italiano, mecenas de Caravaggio (f. 1627).
- 1554: Isabel de Austria, aristócrata austriaca y reina consorte de Francia (f. 1592).
- 1580: Carlo Contarini, centésimo dux de la República de Venecia (f. 1656).
- 1586: Thomas Hooker, clérigo colonial angloestadounidense (f. 1647).
- 1595: Gurú Hargobind, sexto gurú del sijismo (f. 1644).
- 1597: Sigismondo Boldoni, escritor italiano (f. 1630).

### 1601-1900
- 1613: Jean-François Niceron, matemático y físico francés (f. 1646).
- 1644: Savo Millini, diplomático y cardenal italiano (f. 1701).
- 1653: Thomas Pitt, comerciante y político británico (f. 1726).
- 1670: Dorotea Sofía de Neoburgo, aristócrata alemana (f. 1748).
- 1671: Carmine Nicolás Caracciolo, aristócrata español y virrey de Perú (f. 1726).
- 1673: Friedrich Heinrich von Seckendorff, militar y diplomático alemán (f. 1763).
- 1675: Mary Walcott, mujer estadounidense, testigo en los juicios de brujas de Salem (f. 1719).
- 1704: Jack Broughton, boxeador británico (f. 1789).
- 1709: Étienne de Silhouette, político francés (f. 1767).
- 1717: Pedro III, rey portugués (f. 1786).
- 1723: Felipe II de Schaumburg-Lippe, aristócrata alemán (f. 1787).
- 1735: August Ludwig von Schlözer, historiador alemán (f. 1809).
- 1750: Aimé Argand, físico e inventor suizo (f. 1809).
- 1755: Sarah Siddons, actriz teatral británica (f. 1831).
- 1761: Louis Léopold Boilly, pintor francés (f. 1845).
- 1764: Daniel Mendoza, boxeador británico (f. 1836).
- 1773: Jeanne-Elisabeth Bichier des Ages, religiosa francesa canonizada por la Iglesia católica (f. 1838).
- 1773: Luis de Etruria, aristócrata español y primer rey de Etruria (f. 1803).
- 1781: George Bruce, industrial, inventor y empresario estadounidense de origen británico (f. 1866).
- 1781: Thomas Stamford Raffles, explorador británico (f. 1826).
- 1783: Charles-Louis Havas, escritor y periodista francés, fundador de la agencia de noticias France-Presse (f. 1858).
- 1784: Leopoldo Nóbili, físico italiano (f. 1835).
- 1789: Miguel Barreiro, patriota y político uruguayo (f. 1848).
- 1789: Faddei Bulgarin, escritor y periodista polaco naturalizado ruso (f. 1859).
- 1791: Samuel Bailey, filósofo y escritor británico (f. 1870).
- 1793: Pavel Ivánovich Pestel, revolucionario e ideólogo ruso (f. 1826).
- 1794: Sylvester Graham, nutricionista estadounidense (f. 1851).
- 1794: Maurits Hansen, escritor noruego (f. 1842).
- 1795: Benjamin Morrell, marino y explorador estadounidense (f. 1839).
- 1795: Georg Ernst Ludwig Hampe, botánico y micólogo alemán (f. 1880).
- 1801: David Farragut, almirante estadounidense (f. 1870).
- 1802: Pável Najímov, militar y almirante ruso (f. 1855).
- 1803: George Borrow, escritor británico (f. 1881).
- 1805: Robert Fitz Roy, marino y meteorólogo británico (f. 1865).
- 1810: P. T. Barnum, empresario estadounidense de circo (f. 1891).
- 1813: Antonio García Gutiérrez, escritor español (f. 1884).
- 1817: Carl Vogt, zoólogo, geólogo y fisiólogo alemán (f. 1895).
- 1820: William John Macquorn Rankine, ingeniero y físico escocés (f. 1872).
- 1824: Richard L. Heschl, anatomista austríaco (f. 1881).

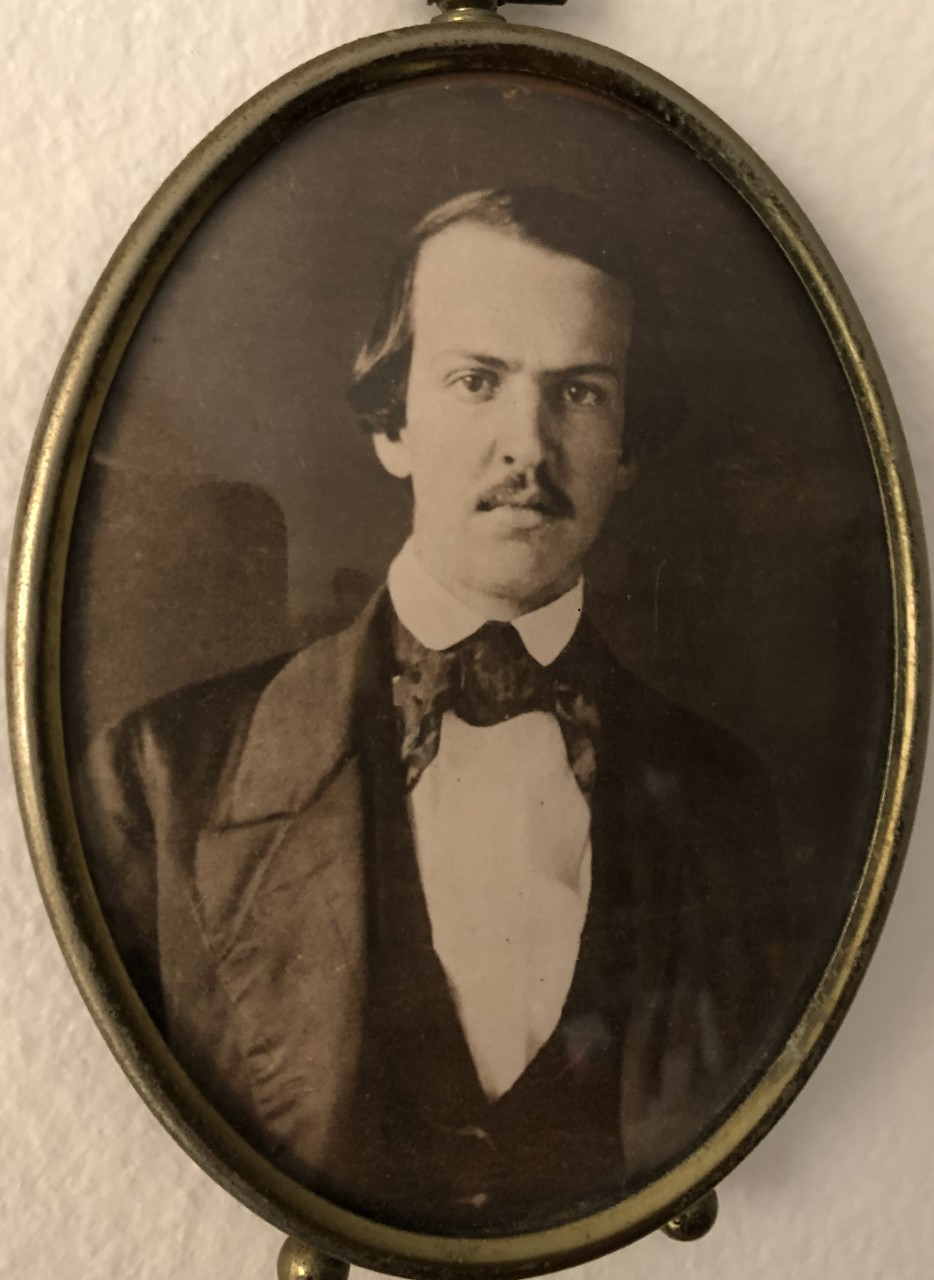
Miguel Arroyo Hurtado

- 1826: Miguel Arroyo Hurtado, político colombiano (f. 1893).
- 1829: Ignacio Mariscal, escritor y diplomático mexicano (f. 1910).
- 1830: Emilio Dandolo, militar y patriota italiano (f. 1859).
- 1833: Miguel de los Santos Taborga, arzobispo e historiador boliviano (f. 1905).
- 1834: Maurice Raynaud, médico francés (f. 1881).
- 1841: María de los Países Bajos, princesa de Casa de Orange-Nassau y princesa consorte de Wied (f. 1910).
- 1843: Anton Ausserer, naturalista austríaco (f. 1889).
- 1843: Julius von Michel, oftalmólogo alemán (f. 1911).
- 1845: Filomeno Mata, periodista mexicano (f. 1911).
- 1845: Wilhelm Blasius, ornitólogo alemán (f. 1912).
- 1846: Zoel García de Galdeano, matemático español (f. 1924).
- 1846: Aleksandr von Bilderling, militar ruso (f. 1912).
- 1847: Joshua Millner, tirador irlandés (f. 1910).
- 1848: Albert Zimmeter, botánico austriaco (f. 1897).
- 1849: Adolfo Büttner, arquitecto alemán (f. 1912).
- 1849: William Thomas Stead, escritor y periodista británico (f. 1912).
- 1850: Antonio Espina y Capó, médico español (f. 1930).
- 1850: Miguel F. Martínez, ingeniero, educador y músico mexicano (f. 1919).
- 1851: Aníbal María di Francia, sacerdote católico italiano (f. 1927).
- 1851: William Brewster, ornitólogo estadounidense (f. 1919).
- 1852: Cèsar August Torras, montañista español (f. 1923).
- 1852: Pedro Antonio Díaz, político panameño, Presidente de Panamá entre el 1 y 12 de octubre de 1918 (f. 1919)
- 1853: Cecil Rhodes, empresario británico, fundador del estado de Rodesia (f. 1902).
- 1853: Tivadar Kosztka Csontváry, pintor húngaro (f. 1919).
- 1853: Charles Mengin, pintor francés (f. 1933).
- 1853: Pierre Fritel, escultor, grabador y pintor francés (f. 1942).
- 1854: Giuseppe Sacconi, arquitecto italiano (f. 1905).
- 1857: Julien Tiersot, compositor y etnógrafo francés (f. 1936).

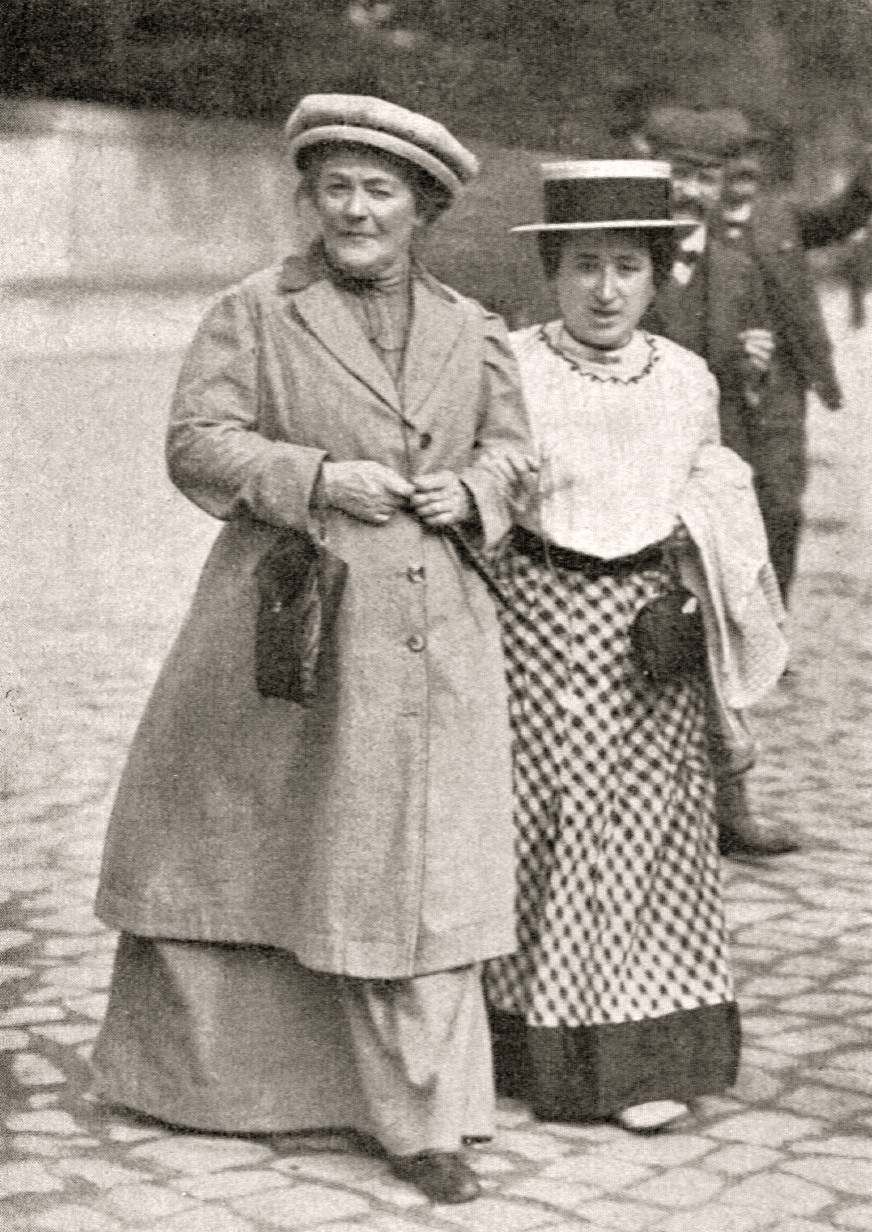
Clara Zetkin (izq.)

- 1857: Clara Zetkin, política socialista alemana (f. 1933).
- 1859: Federico Malo Andrade, empresario ecuatoriano (f. 1932).
- 1859: Alfred Jeanroy, lingüista francés (f. 1954).
- 1860: Robert Bacon, político y diplomático estadounidense (f. 1919).
- 1860: Albert Döderlein, ginecólogo alemán (f. 1941).
- 1862: Horatio Caro, ajedrecista británico (f. 1920).
- 1862: George Nuttall, bacteriólogo estadounidense-británico (f. 1937).
- 1864: Stephan Krehl, teórico de la música y compositor alemán (f. 1924).
- 1865: Edward José, actor y director cinematográfico belga (f. 1930).
- 1866: Paul Chevré, escultor francés (f. 1914).
- 1867: A. E. Douglass, astrónomo estadounidense (f. 1962).
- 1867: Miguel Abadía Méndez, político colombiano (f. 1947).
- 1870: Claudio Castelucho, escultor y pintor español (f. 1927).
- 1871: Miguel Asín Palacios, escritor y arabista español (f. 1944).
- 1871: Claus Schilling, médico alemán nazi (f. 1946).
- 1871: Máximo Soto Hall, escritor y diplomático guatemalteco (f. 1943).
- 1872: Édouard Herriot, político francés (f. 1957).
- 1873: Sunao Tawara, médico patólogo japonés (f. 1952).
- 1874: Eugen Fischer, científico alemán al servicio de la Alemania nazi durante la Segunda Guerra Mundial (f. 1967).
- 1879: Dwight Davis, político y tenista estadounidense, fundador de la copa Davis (f. 1945).
- 1879: Philippe Gaubert compositor francés (f. 1941).
- 1879: Wanda Landowska, clavecinista y pianista polaca (f. 1959).
- 1879: José Millán-Astray, militar español, fundador de la Legión Española (f. 1954).
- 1879: Volkmar Andreae, director de orquesta y compositor suizo (f. 1962).
- 1880: Jan Kubelík, violinista y compositor checo (f. 1940).
- 1880: Constantin Tănase, actor y escritor teatral rumano (f. 1945).
- 1881: Enrique Muiño, actor hispanoargentino (f. 1956).
- 1881: Henri Le Fauconnier, pintor francés (f. 1946).
- 1882: Inayat Khan, religioso musulmán sufí indio (f. 1927).
- 1883: Dell Henderson, actor, director y guionista cinematográfico canadiense (f. 1956).
- 1884: Enrico Dante, cardenal italiano (f. 1967).
- 1885: Blas Infante, político y escritor español (f. 1936).
- 1885: André Lhote, pintor cubista francés (f. 1962).
- 1886: Evaristo Bozas Urrutia, periodista y escritor español (f. 1929).
- 1886: Ivan Constantinovich, príncipe ruso (f. 1918).
- 1886: Willem Drees, político neerlandés, primer ministro entre 1948 y 1958 (f. 1988).
- 1886: Adrián Recinos, historiador guatemalteco (f. 1962).
- 1886: Felix Timmermans, escritor belga (f. 1947).
- 1888: Herbert Spencer Gasser, fisiólogo estadounidense, premio nobel de fisiología o medicina en 1944 (f. 1963).
- 1889: Jean Cocteau, poeta, novelista, dramaturgo, pintor, diseñador, crítico y cineasta francés (f. 1963).
- 1890: Frederick Lewis Allen, historiador estadounidense (f. 1954).
- 1891: John Howard Northrop, químico estadounidense, premio nobel de química en 1946 (f. 1987).
- 1891: Tin Ujević, poeta croata (f. 1955).
- 1892: Lauge Koch, geólogo y explorador danés (f. 1964).
- 1893: Anthony Berkeley Cox, escritor británico (f. 1971).
- 1893: Giuseppe Caselli, pintor italiano (f. 1976).
- 1893: Leo Carlos de Austria, militar y aristócrata austriaco (f. 1939).
- 1893: Harry Hemley Plaskett, astrónomo canadiense (f. 1980).
- 1894: Pierre de Vizcaya, piloto de automovilismo español (f. 1933).
- 1894: Margarita Nelken, escritora, crítica de arte y política española (f. 1968).
- 1895: Gordon Jacob, compositor británico (f. 1984).
- 1897: Paul Ben-Haim, compositor israelí (f. 1984).
- 1898: Robert Roth, deportista suizo especialista en lucha libre olímpica (f. 1959).
- 1899: Marcel Achard, escritor y dramaturgo francés (f. 1974).
- 1900: Bernardus Johannes Alfrink, cardenal neerlandés (f. 1987).
- 1900: Adela Riera, bibliotecaria española (f. 1959).

### 1901-presente
- 1901: Julio Libonatti, futbolista argentino (f. 1981).
- 1901: Serguéi Obraztsov, director de teatro y titiritero ruso (f. 1992).
- 1902: Henry Cabot Lodge, Jr., político estadounidense (f. 1985).
- 1902: Shōei Mishina, historiador y mitólogo japonés (f. 1971).
- 1902: Ion Moţa, político rumano (f. 1937).
- 1902: Panamá Al Brown, boxeador panameño (f. 1951).
- 1904: Ernst Mayr, biólogo alemán (f. 2005).
- 1904: Milburn Stone, actor estadounidense (f. 1980).
- 1904: Harold Acton, escritor británico (f. 1994).
- 1905: Isa Miranda, actriz italiana (f. 1982).
- 1906: René König, sociólogo alemán (f. 1992).
- 1906: Alejandro Prieto Llorente, profesor, empresario y contador público mexicano (f. 2007).
- 1907: Yang Shangkun, político chino (f. 1998).
- 1908: Enrique de Orleans, aristócrata y político francés, pretendiente orleanista al trono de Francia (f. 1999).
- 1909: Bill Wheatley, baloncestista estadounidense (f. 1992).
- 1910: Robert K. Merton, sociólogo estadounidense (f. 2003).
- 1910: Georges Vedel, profesor francés de Derecho público (f. 2002).
- 1911: Luis Díez del Corral, politólogo español (f. 1998).
- 1911: Georges Pompidou, político y presidente francés (f. 1974).
- 1911: Aníbal Otero, lingüista y escritor español (f. 1974).
- 1911: Giorgio Borg Olivier, jurista y político maltés, primer ministro de Malta (f. 1980).
- 1913: Elwood Cooke, tenista estadounidense (f. 2004).
- 1913: Smiley Lewis, músico estadounidense de rhythm and blues (f. 1966).
- 1914: Annie Fischer, pianista clásica húngara (f. 1995).
- 1914: Herrerita, futbolista español (f. 1991).
- 1914: Alain de Boissieu, militar francés (f. 2006).
- 1915: John Woodruff, atleta estadounidense (f. 2007).
- 1915: Babe Paley, socialité estadounidense (f. 1978).
- 1917: Stella Sierra, poetisa y escritora panameña (f. 1997).
- 1918: Zakaria Mohieddin, oficial militar y polìtico egipcio (f. 2012).
- 1918: George Rochberg, compositor estadounidense de música académica contemporánea (f. 2005).
- 1918: Miguel Ángel Sanz Bocos, piloto español (f. 2018).
- 1919: Bep Voskuijl, ciudadana neerlandesa que ayudó a ocultar a Ana Frank y a su familia de los nazis (f. 1983).
- 1919: Franz Halberg, biólogo rumano-estadounidense (f. 2013).
- 1920: Rafael Alonso, actor español (f. 1998).
- 1920: Mary Louise Hancock, política estadounidense (f. 2017).
- 1920: Neal C. Wilson, pastor adventista estadounidense (f. 2010).
- 1921: Víktor Kulikov, militar soviético, comandante en jefe del Pacto de Varsovia (f. 2013).
- 1921: Vito Ortelli, ciclista italiano (f. 2017).
- 1922: Edwin Thompson Jaynes, físico estadounidense (f. 1998).
- 1923: Olimpo Cárdenas, cantante ecuatoriano (f. 1991).
- 1923: José Sánchez Adell, profesor, filósofo e historiador español (f. 2005).
- 1924: Edward Cassidy, cardenal australiano (f. 2021).
- 1924: János Starker, violonchelista estadounidense de origen húngaro (f. 2013).
- 1924: Cesarino Romano, médico italiano (f. 2008).
- 1925: Jean Raspail, escritor y explorador francés (f. 2020).
- 1925: Fernando de Szyszlo, artista plástico peruano (f. 2017).
- 1926: Salvador Jorge Blanco, político y escritor dominicano (f. 2010).
- 1926: Diana Lynn, actriz estadounidense (f. 1971).
- 1926: Miguel Maticorena, historiador y profesor peruano (f. 2014).
- 1926: Ivo Pitanguy, cirujano plástico brasileño (f. 2016).
- 1927: Malek Haddad, escritor y poeta argelino (f. 1978).
- 1927: Per Olof Ultvedt, pintor, escultor y escenógrafo finlandés (f. 2006).
- 1928: Rutilio Grande, sacerdote salvadoreño (f. 1977).
- 1928: Juris Hartmanis, científico letón (f. 2022).
- 1928: Pierre Mauroy, político francés (f. 2013).
- 1928: Jeremy Moore, militar británico, comandante de las fuerzas terrestres británicas durante la guerra de las Malvinas (f. 2007).
- 1928: Warren Oates, actor estadounidense (f. 1982).
- 1928: Ricard Terré, fotógrafo español (f. 2009).
- 1928: Ramón Cobo, futbolista y entrenador español (f. 2009).
- 1929: Jacqueline Harpman, escritora belga (f. 2012).
- 1929: Ed Smith, baloncestista estadounidense (f. 1998).
- 1929: Jimmy Carruthers, boxeador australiano (f. 1990).
- 1929: Katherine Helmond, actriz estadounidense (f. 2019).
- 1929: Jovan Rašković, político y psiquiatra yugoslavo (f. 1992).
- 1931: James Burke, gánster estadounidense de ascendencia irlandesa (f. 1996).
- 1931: José Antonio Fernández Romero, traductor español (f. 2011).
- 1932: Philippe Erulin, oficial militar francés (f. 1979).
- 1932: Gyula Horn, político húngaro, primer ministro entre 1994 y 1998 (f. 2013).
- 1933: Carmen Alardín, poetisa mexicana (f. 2014).
- 1933: Sheldon Dorf, historietista estadounidense, creador y fundador de la Comic-Con International: San Diego  (f. 2009).
- 1933: Paul-Gilbert Langevin, musicólogo, crítico musical y físico francés (f. 1986).
- 1933: Jean-Paul Pier, matemático luxemburgués (f. 2016).
- 1933: David G. P. Taylor, hombre de negocios y diplomático británico (f. 2011).
- 1934: Vladislao Cap, futbolista argentino (f. 1982).
- 1934: Tom Krause, cantante bajo-barítono finlandés (f. 2013).
- 1935: Brendan McCann, baloncestista estadounidense.
- 1935: Chamlong Srimuang, político tailandés.
- 1935: Shirley Collins, cantante británica.
- 1935: Michael Wenning, ministro presbiteriano estadounidense de origen sudafricano (f. 2011).
- 1936: Frederick Ballantyne, político y médico sanvicentino, exgobernador de San Vicente y las Granadinas (f. 2020).
- 1936: Shirley Knight, actriz estadounidense (f. 2020).
- 1936: Tommy LiPuma, productor musical estadounidense (f. 2017).
- 1936: James Mirrlees, economista británico, premio nobel de economía en 1996 (f. 2018).
- 1936: Luis Morales Reyes, obispo católico mexicano (f. 2024)
- 1936: Richard Stearns, científico estadounidense.
- 1936: Piet Fransen, futbolista neerlandés (f. 2015).
- 1937: Nita Lowey, política demócrata estadounidense (f. 2025).
- 1937: Jo De Roo, ciclista neerlandés.
- 1938: Óscar Hahn, poeta, ensayista y crítico literario chileno.
- 1939: Jimmy Lloyd, boxeador británico (f. 2013).
- 1939: Pável Morozenko, actor soviético (f. 1991).
- 1940: James Herbert Brennan, escritor irlandés (f. 2024).
- 1940: Chuck Close, fotógrafo estadounidense (f. 2021).
- 1940: Eddie Miles, baloncestista estadounidense.
- 1941: Barbara Frischmuth, escritora austriaca (f. 2025).
- 1941: Epeli Nailatikau, militar y político fiyiano, presidente de Fiyi entre 2009 y 2015.
- 1941: Antonio Escohotado, filósofo y jurista español (f. 2021).
- 1941: Elke Neidhardt, actriz y directora de ópera alemana-australiana (f. 2013).
- 1942: Hannes Löhr, futbolista alemán (f. 2016).
- 1943: István Gáli, boxeador húngaro (f. 2020).
- 1943: Robbie Robertson, cantante y guitarrista canadiense, de la banda The Band (f. 2023).
- 1944: Enrique Irazoqui, actor español (f. 2020).
- 1945: Félix Artuso, militar argentino asesinado por error al final de la guerra de las Malvinas (f. 1982).
- 1945: Humberto Benítez Treviño, político mexicano.
- 1945: Michael Blake, autor y guionista estadounidense (f. 2015).
- 1946: Gerardus 't Hooft, físico neerlandés, premio nobel de física en 1999.
- 1946: Giuseppe Furino, futbolista italiano.
- 1946: Pierre-Marc Johnson, político canadiense, primer ministro de Quebec entre octubre y diciembre de 1985.
- 1946: Daniela Hodrová, escritora checoslovaca (f. 2024).
- 1947: Sony Labou Tansi, dramaturgo, novelista y guionista congoleño (f. 1995).
- 1948: Jesse Green, músico jamaicano.
- 1948: Liliana Abud, escritora y actriz mexicana.
- 1948: Ernesto Mastrángelo, futbolista argentino (f. 2023).
- 1948: William Hootkins, actor estadounidense (f. 2005).
- 1948: Blu Mankuma, actor, cantante y compositor estadounidense.
- 1949: Abhay Ashtekar, físico indio.
- 1949: Mohamed Ali Akid, futbolista tunecino (f. 1979).
- 1949: Ed O'Ross, actor estadounidense.
- 1950: Carlos Caszely, futbolista y periodista chileno.
- 1950: Huey Lewis, cantante estadounidense, de la banda Huey Lewis & The News.
- 1950: Abraham Skorka, rabino y escritor argentino.
- 1950: Michael Monarch, guitarrista estadounidense, de la banda Steppenwolf.
- 1952: Moisés Naím, escritor venezolano.
- 1954: Randy Credico, comediante y político estadounidense.
- 1954: Hamdin Sabahi, político egipcio.
- 1954: Jimmy Crespo, guitarrista estadounidense.
- 1954: Don Stark, actor estadounidense.
- 1955: Sebastian Barry, dramaturgo, novelista y poeta irlandés.
- 1955: Mia Couto, escritor mozambiqueño.
- 1956: Horacio Cartes, político, empresario y dirigente deportivo paraguayo, presidente de Paraguay entre 2013 y 2018.
- 1956: Terry Chimes, bajista británico, de la banda The Clash.
- 1958: Avigdor Lieberman, político israelí.
- 1958: Bill Watterson, historietista y caricaturista estadounidense.
- 1958: Luz María Jerez, actriz mexicana de cine, teatro y televisión.
- 1958: Veronica Guerin, periodista irlandesa (f. 1996).
- 1959: Marc Cohn, cantautor estadounidense.
- 1959: Juan Ignacio Torres Landa, político mexicano (f. 2013).
- 1959: Antonio María Flórez Rodríguez, médico y poeta español con nacionalidad colombiana
- 1960: Pruitt Taylor Vince, actor estadounidense.
- 1960: Las Trillizas de Oro, actrices, cantantes y presentadoras de televisión argentinas.
- 1960: Song Sokze, escritor, poeta y pintor surcoreano.
- 1961: Meir Banai, músico, cantante y compositor israelí (f. 2017).
- 1963: Marcelo Buquet, actor uruguayo.
- 1963: Edie Falco, actriz estadounidense.
- 1963: Manuel Tallafé, actor español.
- 1964: Uxue Barkos, periodista y diputada española.
- 1964: Jerry Sags, luchador profesional estadounidense.
- 1964: Piotr Nowak, futbolista polaco.
- 1964: Ronald D. Moore, productor de televisión y guionista estadounidense.
- 1964: Filip De Wilde, futbolista belga.
- 1964: Valeri Medvedtsev, biatleta ruso.
- 1965: Kathryn Erbe, actriz estadounidense.
- 1965: Raymond Brady Brown, baloncestista estadounidense.
- 1965: Inna Volyanskaya, patinadora artística rusa (f. 2025).
- 1966: Claudia Wells, actriz estadounidense.
- 1966: Gianfranco Zola, futbolista italiano.
- 1968: Ken Akamatsu, dibujante japonés.
- 1968: Michael Stuhlbarg, actor estadounidense.
- 1968: Hunter Ellis, presentador de televisión estadounidense.
- 1968: Petrônio Gontijo, actor brasileño.
- 1968: Susan Wojcicki, empresaria estadounidense, directora ejecutiva de Youtube.
- 1968: Alex Zülle, ciclista suizo.
- 1968: Bernie Paz, actor peruano.
- 1968: Vicenta Ndongo, actriz española.
- 1969: Chusa Barbero, actriz española.
- 1969: Alejandro Fiore, actor argentino.
- 1969: RZA, rapero estadounidense, de la banda Wu-Tang Clan.
- 1969: Michael O'Neill, exfutbolista y entrenador de fútbol británico.
- 1969: Glenn Magnusson, ciclista sueco.
- 1969: Eduardo Riedel, empresario y político brasileño, Gobernador de Mato Grosso del Sur desde 2023.
- 1970: Mac Dre, rapero estadounidense.
- 1970: Valentí Massana, atleta español.
- 1971: Derek McInnes, futbolista escocés.
- 1971: Robbie Koenig, tenista sudafricano.
- 1972: Gilles Lellouche, actor francés.
- 1972: Letha Weapons, actriz porno estadounidense.
- 1972: Robert Esmie, atleta canadiense.
- 1973: Marcus Allbäck, futbolista sueco.
- 1973: Róisín Murphy, cantante irlandesa, de la banda Moloko.
- 1973: Joe, cantautor de rhythm and blues y productor discográfico estadounidense.
- 1974: Márcio Amoroso, futbolista brasileño.
- 1974: Roberto Locatelli, piloto de motociclismo italiano.
- 1974: Kim Byung-chul, actor surcoreano.
- 1975: Hernán Crespo, futbolista argentino.
- 1975: Ai Sugiyama, tenista japonesa.
- 1975: Pedro Sarabia, futbolista y entrenador de fútbol paraguayo.
- 1975: Andréi Tissin, piragüista ruso (f. 2008).
- 1976: Martín Andrizzi, futbolista argentino.
- 1976: Bizarre, rapero estadounidense, de la banda D12.
- 1976: Nuno Gomes, futbolista portugués.
- 1977: Nicolas Kiefer, tenista alemán.
- 1977: Andrés Toro, actor y exmodelo colombiano.
- 1977: Tobias Lindholm, director de cine y guionista danés.
- 1977: Royce da 5'9", rapero estadounidense.
- 1978: Allan Simonsen, piloto de automovilismo danés (f. 2013).
- 1978: Miika Koppinen, futbolista finlandés.
- 1978: Andreas Johansson, futbolista sueco.
- 1979: Shane Filan, cantante estadounidense, de la banda Westlife.
- 1979: Amélie Mauresmo, tenista francesa.
- 1979: Stiliyan Petrov, futbolista búlgaro.
- 1979: Mike Cahill, director de cine y guionista estadounidense.
- 1980: Eva Green, actriz francesa.
- 1980: Yoel Razvozov, judoca israelí.
- 1980: Hannes Reichelt, esquiador austriaco.
- 1980: Fabián Ríos, actor y modelo colombiano.
- 1980: David Rozehnal, futbolista checo.
- 1980: Jason Wade, cantante estadounidense, de la banda Lifehouse.
- 1980: Yoon Kyung-ho, actor surcoreano.
- 1981: Gianne Albertoni, actriz y modelo brasileña.
- 1981: Ryan Hansen, actor estadounidense.
- 1981: Kelly Kline, actriz porno estadounidense.
- 1981: Linda Sundblad, cantante sueca.
- 1982: Tuba Büyüküstün, actriz turca.
- 1982: Alexander Dimitrenko, boxeador alemán.
- 1982: Raúl García de Mateos, ciclista español.
- 1982: Alberto Gilardino, futbolista italiano.
- 1982: Philippe Gilbert, ciclista belga.
- 1982: Junri Namigata, tenista japonesa.
- 1982: Javier Paredes, futbolista español.
- 1982: Beno Udrih, baloncestista esloveno.
- 1983: Jonás Gutiérrez, futbolista argentino.
- 1983: Zheng Jie, tenista china.
- 1983: Marcela Kloosterboer, actriz argentina.
- 1983: Raphael Nuzzolo, futbolista suizo.
- 1983: Taavi Peetre, lanzador de peso estonio.
- 1984: Danay García, actriz cubana.
- 1984: Humberto Costa, artista argentino.
- 1984: Hossein Rajabian, director de cine, guionista y productor iraní.
- 1984: Carlos Ferro, actor de televisión y director de videos musicales, de origen mexicano.
- 1985: Nick O'Malley, bajista británico, de la banda Arctic Monkeys.
- 1985: Erick Chapa, actor mexicano.
- 1985: François Arnaud, actor francocanadiense.
- 1985: Stephanie McIntosh, actriz y cantante australiana.
- 1985: Lucía Pérez, cantante española.
- 1985: Élodie Godin, baloncestista francesa.
- 1985: Isaac Tutumlu, piloto de carreras español.
- 1985: Charyl Chacón, presentadora, modelo, locutora y actriz venezolana.
- 1985: Megan Rapinoe, futbolista estadounidense.
- 1986: Piermario Morosini, futbolista italiano (f. 2012).
- 1986: Ashkan Dejagah, futbolista germano-iraní.
- 1986: Adam Young, músico estadounidense, de la banda Owl City.
- 1986: Irina Buryachok, tenista ucraniana.
- 1986: Yuri Cheban, piragüista ucraniano.
- 1986: Samuel Honrubia, jugador de balonmano francés.
- 1987: Alexander Kristoff, ciclista noruego.
- 1987: Andrija Kaluđerović, futbolista serbio.
- 1987: Carlos Carmona Bonet, futbolista español.
- 1987: Emiliano Tellechea, futbolista uruguayo.
- 1987: Ji Chang Wook, actor y cantante surcoreano.
- 1988: Henri Bienvenu, futbolista camerunés.
- 1988: Samir Ujkani, futbolista albano-kosovar.
- 1988: Ish Smith, baloncestista estadounidense.
- 1989: Charlie Austin, futbolista británico.
- 1989: Adam Cole, luchador profesional estadounidense.
- 1989: Dejan Lovren, futbolista croata.
- 1989: Sean O'Pry, modelo estadounidense.
- 1989: Alexey Tsatevitch, ciclista ruso.
- 1989: George Efrem, futbolista chipriota
- 1990: Stevi Perry, modelo estadounidense.
- 1990: Park Kyungri, cantante surcoreana.
- 1991: Jason Dolley, actor y músico estadounidense.
- 1991: Felipe Rivero, beisbolista venezolano.
- 1992: Alberto Moreno, futbolista español.
- 1992: Léo Stronda, rapero brasileño, de la banda Bonde da Stronda.
- 1992: Ladislav Krejčí, futbolista checo.
- 1993: Luka Cindrić, jugador de balonmano croata.
- 1993: Sasha Kapsunov, actor y presentador peruano.
- 1994: Juan Delgado Martínez, futbolista uruguayo.
- 1994: Robin Gosens, futbolista germano-neerlandés.
- 1994: Stanko Zečević, futbolista bosnio (f. 2013).
- 1995: Baily Cargill, futbolista inglés.
- 1995: Hyuk, cantante y actor surcoreano.
- 1996: Oveja Dolly, primer mamífero en ser clonado (f. 2003).
- 1997: Jamie, cantante surcoreana.
- 2000: Faouzia, cantautora marroquí-canadiense.
- 2002: Jaden Hardy, baloncestista estadounidense.
- 2005: Sombr, cantante estadounidense.

## Fallecimientos
- 717 a. C.: Rómulo, uno de los fundadores de Roma (n. 771 a. C.).
- 967: Murakami, emperador japonés (n. 926).
- 1003 (o 1000): Atanasio de Athos, monje bizantino.
- 1028: Alfonso V, rey de León.
- 1044: Samuel Aba, rey húngaro.
- 1080: Ísleifur Gissurarson, obispo islandés.
- 1251: María de Chipre, hija del rey Hugo I y esposa del conde Gutierre IV.
- 1348: Luis de la Cerda, noble francés (n. 1291).
- 1375: Carlos III de Alençon, aristócrata francés, arzobispo de Lyon.
- 1381: Beatriz de Portugal, hija de Pedro I y esposa de Sancho de Castilla.
- 1463: Jean Bureau, militar francés.
- 1468: Alfonso de Castilla, Infante de Castilla, hijo de Juan II de Castilla y de Isabel de Portugal.
- 1503: Juan Chacón, noble español (n. 1452).
- 1528: Juan II de Ribagorza, noble aragonés (n. 1457).
- 1539: Antonio María Zaccaria, santo italiano.
- 1572: Longqing, emperador chino.
- 1578: Cristoforo Madruzzo, cardenal italiano.
- 1606: Luis López de Solís, fraile agustino español (n. 1534).
- 1633: Margarita de Austria, princesa alemana, hija de Maximiliano II y María de Austria y Portugal.
- 1676: Carl Gustaf Wrangel, militar sueco (n. 1613).
- 1708: Carlos III de Gonzaga-Nevers, aristócrata mantuano, último duque de Mantua.
- 1716: Giuseppe Beccarelli, religioso italiano.
- 1731: José de Antequera y Castro, político panameño.
- 1773: Francisco José Freire, historiador portugués (n. 1719).
- 1786: Michel Yost, clarinetista francés.
- 1788: Mather Byles, poeta y clérigo británico (n. 1706).
- 1790: Rafael José Verger, obispo de la diócesis de Linares (ahora arquidiócesis de Monterrey) (n. 1722).
- 1792: Aert Schouman, pintor neerlandés (n. 1710).
- 1793: Aleksandr Roslin, pintor sueco.
- 1793: Peter Anton von Verschaffelt, escultor y arquitecto flamenco.
- 1795: Antonio de Ulloa, naturalista, militar y escritor español (n. 1716).
- 1807: Cándido de Lasala, marino argentino de origen español (n. 1770).
- 1807: Baltasar Unquera, marino español (n. 1766).
- 1816: Dorotea Jordan, actriz irlandesa, amante del rey Guillermo IV (n. 1761).
- 1817: Adam Kuhn, médico y naturalista estadounidense (n. 1741).
- 1817: Luis Lacy y Gautier, militar español (n. 1772).
- 1824: Jaime el Barbudo, bandolero español
- 1826: Thomas Stamford Raffles, político y naturalista británico.
- 1826: Louis Proust, farmacéutico y químico francés.
- 1833: Joseph Nicéphore Niépce, inventor francés.
- 1837: Pierre Alexandre Joseph Allent, militar y político francés (n. 1772).
- 1839: Flora Hastings, noble británica.
- 1841: Fridolin Carl Leopold Spenner, botánico alemán (n. 1798).
- 1842: Juan Francisco Larrobla, político y sacerdote católico uruguayo (n. 1775).
- 1849: Jesús María Bianco, periodista venezolano (n. 1790).
- 1850: Alire Raffeneau Delile, médico y botánico francés.
- 1857: Barthélemy Thimonnier, inventor francés.
- 1858: Valentín Gómez Farías, político y 7.° presidente de México
- 1859: Charles Cagniard de la Tour, físico e ingeniero francés.
- 1860: Hilario Lagos (53), militar argentino que participó en las guerras civiles de su país en el ejército federal argentino contra los unitarios de Buenos Aires (n. 1806).[1]
- 1862: Heinrich Georg Bronn, geólogo y paleontólogo alemán.
- 1862: Josefa Camejo, heroína de la Independencia de Venezuela (n. 1791).
- 1871: Cristina Trivulzio Belgiojoso, aristócrata, patriota, periodista y escritora italiana.
- 1875: Maria Röhl, retratista sueca.
- 1881: Juan Contreras y Román, militar y político español (n. 1807).
- 1882: Antonio Aguilar y Vela, astrónomo español.
- 1887: August Friedrich Pott, lingüista alemán.
- 1893: Gabriel Balart, compositor, director de orquesta y pedagogo español (n. 1824).
- 1894: Austen Henry Layard, viajero británico.
- 1896: Maurice Chaper, naturalista, geólogo e ingeniero de minas francés.
- 1896: José Maceo, militar y patriota cubano (n. 1849).
- 1896: Luis Malo Valdivieso, militar, político y empresario ecuatoriano (n. 1823).
- 1897: Celia Barrios de Reyna, madre del presidente guatemalteco José María Reina Barrios (n. 1834).
- 1899: Hippolyte Lucas, entomólogo francés.
- 1903: Émile Bescherelle, farmacéutico, botánico y briólogo francés (n. 1828).
- 1903: Mariano Cidad y Olmos, teólogo español (n. 1843).
- 1905: Lala Deen Dayal, fotógrafo indio (n. 1844).
- 1906: Jules Breton, pintor francés.
- 1906: Paul Drude, físico alemán.
- 1906: Joan Martorell, arquitecto español.
- 1906: Jacob Meckel, militar alemán (n. 1842).
- 1907: Kuno Fischer, filósofo alemán.
- 1908: Jonas Lie, autor noruego.
- 1908: Carl von Than, químico húngaro.
- 1910: Rafael Ruiz de los Llanos, político y abogado argentino (n. 1841).
- 1910: Johanna A. Witasek, botánica austríaca (n. 1865).
- 1911: María Pía de Saboya, reina portuguesa.
- 1911: George Johnstone Stoney, físico y matemático irlandés.
- 1913: Leonardo Márquez, militar mexicano (n. 1820).
- 1914: El Tuerto de Pirón, bandolero español.
- 1917: Emílio Augusto Goeldi, médico, naturalista y zoólogo suizo-brasileño.
- 1917: Paul Auguste Hariot, farmacéutico francés (n. 1854).
- 1920: Anthony O'Sullivan, actor y director cinematográfico estadounidense.
- 1922: Carl Großmann, asesino en serie alemán (n. 1863)
- 1922: Emilio Lamarca, abogado, ingeniero, escritor y docente argentino (n. 1844).
- 1923: Théophile Seyrig, ingeniero alemán.
- 1925: Otto Lummer, físico alemán.
- 1926: Agustín Aveledo, ingeniero y educador venezolano (n. 1837).
- 1927: Albrecht Kossel, médico alemán, premio nobel de medicina en 1910.
- 1929: Hans Meyer, geógrafo alemán (n. 1858).
- 1930: Jenaro Cardona, escritor y diplomático costarricense (n. 1863).
- 1930: María Gasparina, princesa consorte de Schwarzburgo-Sondershausen.
- 1931: Oscar Kjellberg, inventor y empresario sueco (n. 1870).
- 1932: René-Louis Baire, matemático francés.
- 1932: Erland Nordenskiöld, etnógrafo y explorador sueco.
- 1933: Narciso Méndez Bringa, ilustrador, dibujante y pintor español (n. 1868).
- 1934: Ahmad Zaki Pasha, filólogo egipcio (n. 1867).
- 1936: Bonifacio Byrne, poeta cubano.
- 1937: Chester Greenwood, inventor estadounidense.
- 1938: Otto Bauer, político austríaco.
- 1940: Carl Einstein, escritor, historiador de arte, crítico y anarquista alemán (n. 1885).
- 1942: Germaine Berton, obrera metalúrgica, sindicalista y anarquista francesa (n. 1902).
- 1942: Karin Swanström, actriz, directora y productora cinematográfica sueca.
- 1943: Ángel Gustavo Cornejo, abogado, jurista, magistrado y político peruano (n. 1875).
- 1943: Julian Schmitz, gimnasta artístico estadounidense (n. 1881).
- 1944: Tatiana Baramziná, francotiradora soviética.
- 1945: John Curtin, político australiano.
- 1945: Julius Dorpmüller, ingeniero alemán, administrador general de la Deutsche Reichsbahn.
- 1946: Luisa Campos, actriz y cantante española (n. 1864).
- 1946: Julio Madero, militar mexicano (n. 1886).
- 1946: Rafael Picavea, político, periodista y empresario español (n. 1867).
- 1946: Teresa Andrés Zamora, bibliotecaria, feminista y sindicalista española (n. 1907).
- 1948: Georges Bernanos, escritor francés.
- 1948: Carole Landis, actriz francesa (n. 1919).
- 1948: María de la Ossa de Amador, primera dama de Panamá (n. 1855).
- 1949: Rodolfo González Pacheco, dramaturgo, director de teatro y periodista argentino (n. 1883).
- 1950: Salvatore Giuliano, bandolero e independentista siciliano.
- 1950: Toribio Mendoza, político argentino (n. 1870).
- 1950: Robert Spears, ciclista australiano.
- 1953: Alejandro González Ramírez, futbolista peruano (n. 1915).
- 1953: Titta Ruffo, cantante italiano.
- 1953: Andreas Suttner, esgrimista austríaco (n. 1876).
- 1956: Ramón Beade Méndez, político socialista español (n. 1900).
- 1956: Miquel Viladrich Vila, pintor español (n. 1887).
- 1960: Gustavo Olivares Faúndez, químico farmacéutico y político chileno (n. 1898).
- 1961: Ludwik Fleck, médico, biólogo y sociólogo polaco.
- 1962: José Guillermo Batalla, editor, político y poeta panameño (n. 1886).
- 1962: Halvor Birch, gimnasta artístico danés (n. 1885).
- 1965: Loreto Grande, naturalista italiano.
- 1965: Porfirio Rubirosa, diplomático, militar, piloto de automovilismo y jugador de polo dominicano (n. 1909).
- 1966: John P. Fulton, supervisor de efectos especiales y director de fotografía estadounidense (n. 1902).
- 1966: George de Hevesy, químico húngaro, premio nobel de química en 1943.
- 1966: Anders Moen, gimnasta artístico noruego.
- 1967: Anneliese Reppel, actriz alemana (n. 1899).
- 1967: Augustin Ringeval, ciclista francés (n. 1882).
- 1968: Edward Kirby, atleta estadounidense.
- 1968: Enrique Plá y Deniel, cardenal español.
- 1969: José Aguirre Cámara, abogado y político argentino (n. 1900).
- 1969: Divito, dibujante y humorista argentino (n. 1914).
- 1969: Walter Gropius, arquitecto alemán.
- 1969: Leo McCarey, director de cine y guionista estadounidense.
- 1969: Wilhelm Backhaus, pianista alemán (n. 1884).
- 1970: Octavio Campero Echazú, escritor y poeta boliviano (n. 1900).
- 1972: Raúl Leoni, presidente venezolano.
- 1976: Ana Hübler, patinadora alemana (n. 1885).
- 1976: Kevin O'Halloran, nadador australiano (n. 1937).
- 1976: Walter Spalding, escritor, periodista, ensayista, genealogista y folclorista brasileño (n. 1901).
- 1979: Émile Dewoitine, ingeniero francés.
- 1979: Constantino Láscaris Comneno Micolaw, filósofo español (n. 1923).
- 1980: Luis Sandrini, actor argentino (n. 1905).
- 1980: Ari Shtérnfeld, matemático e ingeniero soviético de origen polaco (n. 1905).
- 1980: Thaddäus Troll, escritor alemán (n. 1914).
- 1981: Helmut Gröttrup, ingeniero eléctrico alemán.
- 1981: Pedro Enrique de Orleans-Braganza, aristócrata francés.
- 1981: Jorge Urrutia Blondel, compositor chileno (n. 1903).
- 1981: Manuel Urrutia Lleó, político y presidente cubano (n. 1908).
- 1981: Alma Joslyn Whiffen-Barksdale, micóloga, botánica, y curadora estadounidense (n. 1916).
- 1982: Ramón Ormazábal, político comunista vasco (n. 1910).
- 1983: Harry James, director de big band y trompetista estadounidense.
- 1983: Hennes Weisweiler, futbolista y entrenador de fútbol alemán.
- 1983: Eduardo Yáñez Zavala, militar, político y jinete chileno (n. 1903).
- 1984: Ludy Langer, nadador estadounidense  (n. 1893).
- 1984: Alberto Martínez Baca, bioquímico y político argentino (n. 1908).
- 1985: Paulino Uzcudun, boxeador español (n. 1899).
- 1985: Marion Byron, actriz estadounidense (n. 1911).
- 1985: Marian Waldman, actriz canadiense de teatro, cine y televisión (n. 1924).
- 1986: Yaroslav Stetsko, político ucraniano (n. 1912).
- 1988: José Moncada Calvache, pintor español (n. 1893).
- 1989: Ernesto Halffter, compositor español.
- 1989: Magdalena Mondragón, periodista y novelista mexicana (n. 1913)
- 1990: Hellmut Wilhelm, sinólogo alemán (n. 1905).
- 1991: Howard Nemerov, poeta estadounidense.
- 1991: Mildred Dunnock, actriz estadounidense.
- 1993: Consuelo Lleras, humanista y política colombiana (n. 1933).
- 1994: Lennart Klingström, deportista sueco.
- 1994: Arturo Moya Grau, dramaturgo, escritor y actor chileno (n. 1920).
- 1994: Tawfiq Ziyad, poeta y político árabe–israelí.
- 1995: Takeo Fukuda, político japonés, 67.º primer ministro.
- 1996: Fred Davis, locutor canadiense (n. 1921).
- 1998: Maria Mercè Marçal, poeta, catedrática, narradora y traductora catalana.
- 1998: Frank Righeimer, esgrimista estadounidense.
- 1998: Johnny Speight, guionista televisivo británico.
- 1998: Sid Luckman, jugador de fútbol americano.
- 1999: Jean-Pierre Darras, actor y director teatral, cinematográfico y televisivo francés.
- 1999: Consuelo Leandro, humorista y actriz brasileña. (n. 1932).
- 2000: Blanca Álvarez Mantilla, periodista española (n. 1931).
- 2000: Pável Chálov, almirante ruso.
- 2000: Dorino Serafini, piloto de motociclismo y automovilismo italiano (n. 1909).
- 2001: Hannelore Kohl, primera esposa del canciller alemán Helmut Kohl (n. 1933).
- 2001: Santiago Mac Guire, sacerdote, filósofo y teólogo argentino (n. 1926).
- 2002: Katy Jurado, actriz mexicana.
- 2002: Ted Williams, beisbolista estadounidense.
- 2003: Fernando Arbex, batería español, de la banda Los Brincos (n. 1941).
- 2003: Prodan Gardzhev, deportista búlgaro especialista en lucha libre olímpica (n. 1936).
- 2003: Isabel de Orleáns-Braganza y Dobrzensky, aristócrata francesa.
- 2003: Nancy Silvestrini, montañista argentina.
- 2003: Bebu Silvetti, pianista, compositor, arreglista y productor discográfico mexicano de origen argentino (n. 1936).
- 2004: Hugh Shearer,  político y sindicalista jamaicano, Primer ministro de Jamaica entre 1967 y 1972 (n. 1923).
- 2004: Rodger Ward, piloto estadounidense de Fórmula 1 (n. 1921).
- 2005: Alicia Aguilar, soprano mexicana (n. 1930).
- 2005: Leo Breiman, estadístico estadounidense (n. 1928).
- 2006: Kenneth Lay, empresario estadounidense, presidente de Enron Corporation (n. 1942).
- 2006: Hugh Stubbins, arquitecto estadounidense (n. 1912).
- 2006: Thirunalloor Karunakaran, poeta y erudito indio.
- 2006: Juan Pablo Rebella, cineasta uruguayo.
- 2006: Gert Fredriksson, deportista sueco.
- 2007: Marko Babić, militar croata (n. 1965).
- 2007: Régine Crespin, cantante francesa.
- 2007: Kerwin Mathews, actor estadounidense.[2] (n. 1926).
- 2007: George Melly, músico británico (n. 1926).
- 2008: Mercedes Barranco, actriz española (n. 1925).
- 2008: Severino Díaz, árbitro de fútbol argentino (n. 1925).
- 2008: René Harris, político y presidente nauruano (n. 1947).
- 2008: Nobuko Nakahara, arquitecta japonesa (n. 1929).
- 2010: Nasr Hamid Abu Zayd, filósofo e intelectual egipicio (n. 1943).[3]
- 2010: Horacio Castillo, poeta, ensayista y traductor argentino (n. 1934).
- 2010: Virtudes Cuevas Escrivá, mujer valenciana que sobrevivió al campo de exterminio nazi de Ravensbrück (n. 1913).
- 2010: Cesare Siepi, cantante lírico italiano (n. 1923).[4]
- 2011: Cy Twombly, pintor estadounidense (n. 1928).
- 2011: Hilda Anderson Nevárez, política y sindicalista mexicana (n. 1938).
- 2011: Armen Gilliam, baloncestista estadounidense, exjugador de la NBA (n. 1964).
- 2011: Hanna Segal, psicoanalista y psiquiatra británica (n. 1918).
- 2011: Carlos Sívori Alzérreca, comerciante, empresario y político chileno (n. 1920).
- 2012: Pedro Rodríguez Gómez, productor y realizador de televisión español (n. 1969).
- 2012: Alfredo Joskowicz, actor, cineasta, guionista y productor mexicano de origen polaco (n. 1937).
- 2013: Pepe Suero, cantautor español (n. 1947).
- 2014: Ignacio García-Valiño, escritor español (n. 1968).
- 2014: Helen Gordon, nadadora británica (n. 1933).
- 2014: Pablo de la Higuera, periodista, escritor y dramaturgo español (n. 1931).
- 2014: Bob Jeangerard, jugador de baloncesto estadounidense (n. 1932).
- 2014: Rosemary Murphy, actriz estadounidense (n. 1925).
- 2014: Hans-Ulrich Wehler, historiador alemán (n. 1931).
- 2015: Jorge Álvarez, productor discográfico y empresario editorial argentino (n. 1932).
- 2015: Dorotea de Baviera, princesa bávara (n. 1920).
- 2015: Svein Hatløy, arquitecto noruego (n. 1940).
- 2015: Yoichiro Nambu, físico japonés, premio nobel de física en 2008 (n. 1921).
- 2015: Freedom Nyamubaya, poeta, bailarina, granjera, feminista y activista zimbabuense (n. 1958).
- 2015: Amneris Perusín, soprano argentina.
- 2015: Amanda Peterson, actriz estadounidense (n. 1971).
- 2015: Sakari Momoi, supercentenario japonés.
- 2015: Abderrahmane Soukhane, futbolista argelino (n. 1936).
- 2016: Alirio Díaz, músico venezolano (n. 1923).
- 2016: Valentino Zeichen, poeta y escritor italiano (n. 1938).
- 2016: Gladys Vergara, astrónoma y docente uruguaya (n. 1928).
- 2017: Pierre Henry, compositor francés (n. 1927).
- 2017: José María Martín Porras, profesor de música español (n. 1923).
- 2017: Joachim Meisner, cardenal y arzobispo alemán (n. 1933).
- 2017: Santiago Meléndez, actor español (n. 1958).
- 2017: Joaquín Navarro-Valls, médico y periodista español (n. 1936).
- 2018: Agustín Arenas "Súper Taldo", personalidad pública chilena (n. 1960).
- 2018: Adamu Ciroma, político nigeriano (n. 1934).
- 2018: Claude Lanzmann, periodista, escritor, cineasta y guionista francés (n. 1925).

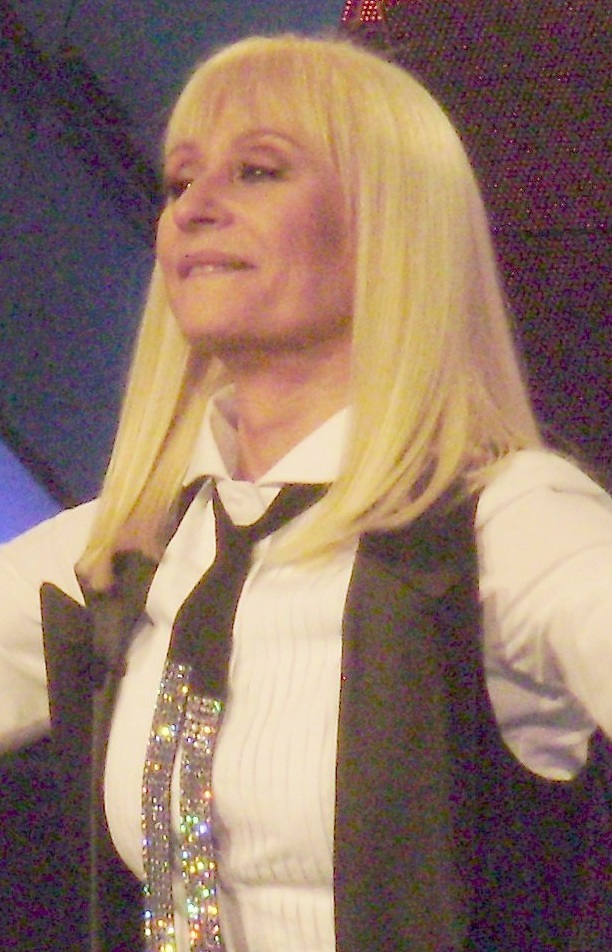
Raffaella Carrà.

- 2018: Trinidad Martínez Tarragó, economista, escritora y académica mexicana de origen español (n. 1928).
- 2018: Ed Schultz,  presentador de radio y televisión, comentarista político y deportivo y futbolista estadounidense (n. 1954).
- 2018: Michel Suffran, novelista, dramaturgo, ensayista y médico francés (n. 1931).
- 2018: Jean-Louis Tauran, diplomático y cardenal francés (n. 1943).
- 2019: Ugo Gregoretti, director y guionista italiano (n. 1930).
- 2020: Carlo Flamigni, médico y escritor italiano (n. 1933).
- 2021: Raffaella Carrá (78), actriz, presentadora de televisión, cantante de pop, bailarina, compositora y coreógrafa italiana; cáncer pulmonar (n. 1943).
- 2021: Richard Donner, director y productor cinematográfico estadounidense (n. 1930).
- 2021: Leo van de Ketterij, guitarrista de rock neerlandés (n. 1950).
- 2021: Alfredo Obberti, futbolista argentino (n. 1945).
- 2021: William Smith, actor, guionista, productor de cine y modelo estadounidense (n. 1933).
- 2022: Cacho Fontana, locutor de radio y de televisión y animador argentino (n. 1932).
- 2023: Coco Lee, cantante hongkonesa-estadounidense (n. 1975).

## Celebraciones

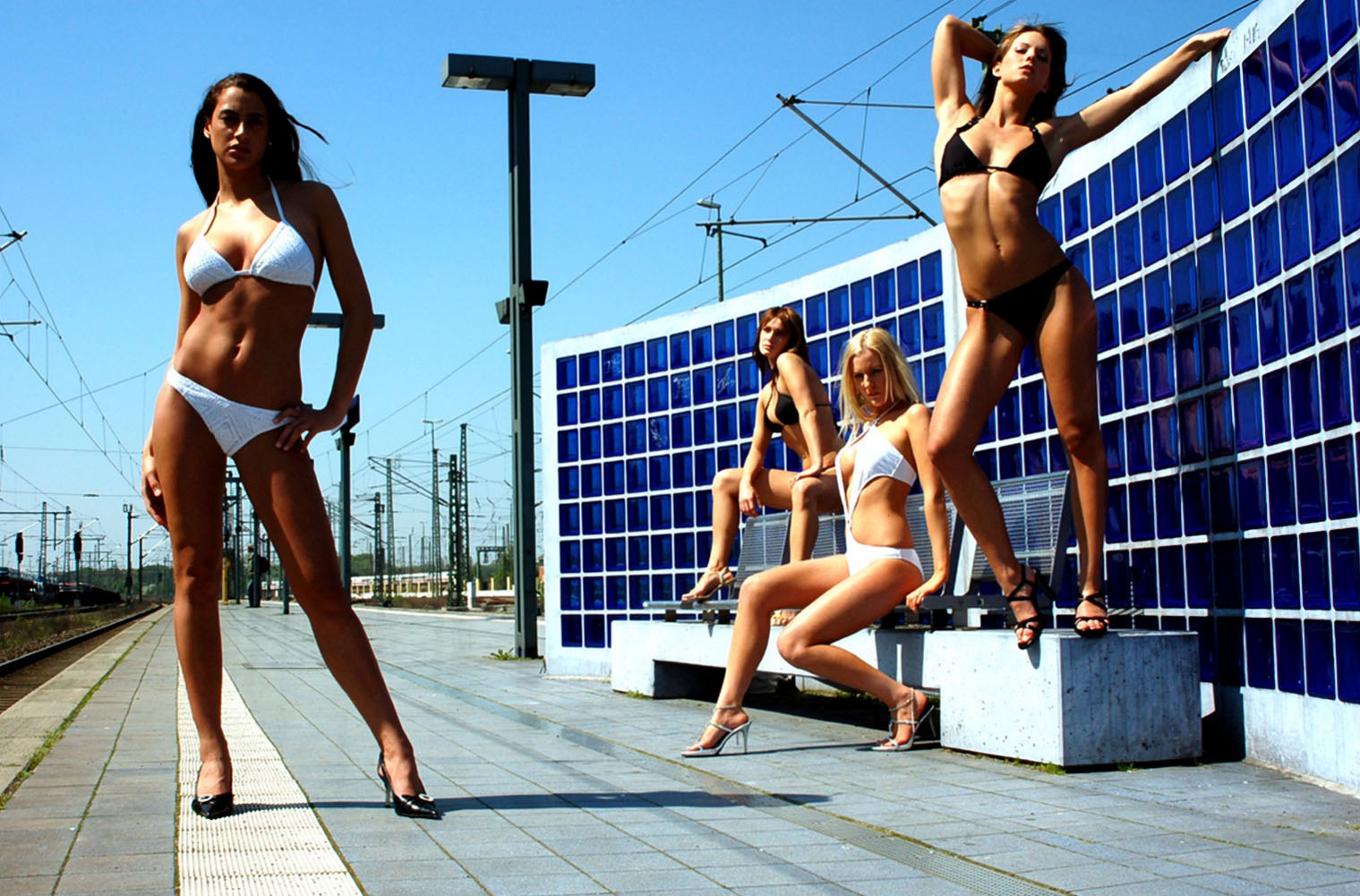
Día Mundial del Bikini.

- Día Mundial del Bikini.[5]
Esta fecha conmemora la presentación oficial del bikini moderno en 1946 por el diseñador francés Louis Réard en París, en la piscina pública Molitor. La primera modelo fue Micheline Bernardini, una bailarina de cabaret, la única que aceptó modelarlo, ya que las modelos profesionales de la época se negaron. El nombre "bikini" fue inspirado en el Atolón Bikini, lugar donde Estados Unidos realizaba pruebas nucleares ese mismo año.

 Por países
(Por orden alfabético)
- Argelia: 
  - Día de la Independencia.
Se celebra la independencia de Francia en 1962.[6]

- Argentina: 
  -  Buenos Aires: 
    - Aniversario de Daireaux (pronunciado "deró" en castellano) ciudad y cabecera del partido homónimo, en la provincia de Buenos Aires.

- Armenia: 
  - Día de la Constitución.[7]

- Cabo Verde: 
  - Día de la Independencia.
Se celebra la independencia de Portugal en 1975.

- Estados Unidos: 
  - Nueva York: 
    - Cinco de Julio.
Celebración histórica de la abolición de la esclavitud en Nueva York en 1827.
(en inglés: Fifth of July (New York)).
    -  Hawái:
      - Día Nacional de Hawái.[8]
(en inglés: National Hawaii Day).

- México: 
  - Día del Fisioterapeuta.

- Reino Unido: 
  -  Isla de Man: 
    - Día del Parlamento.

- Venezuela: 
  - Día de la independencia de Venezuela.
Se celebra la independencia de España en 1811.
  - Día de la Fuerza Armada Nacional Bolivariana (FANB).

### Santoral católico

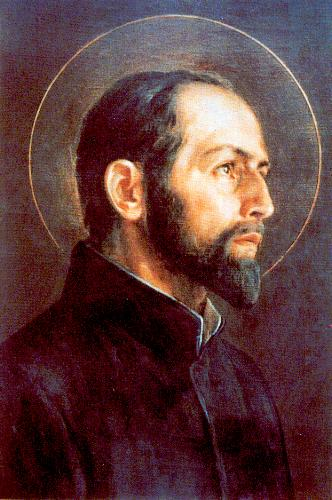
San Antonio María Zaccaría.

- San Esteban de Nicea, obispo y mártir (s. I).[9]
- Santa Ciprila de Cirene, mártir (s. IV).[9]
- San Atanasio de Jerusalén, diácono y mártir (451 o 452).[9]
- San Domicio el Médico, eremita armenio (s. v).[9]
- Santa Marta de Siria, madre de San Simeón Estilita el Joven (f. 551).[9]
- San Atanasio de Athos, monje y fundador (f. 1003).[9]
- San Antonio María Zaccaría, presbítero y fundador (f. 1539).[9](imagen ilustrativa).
- San Agatón de Sicilia.
- San Numeriano de Tréveris.[9]
- Santo Tomás de Terreto.[9]
- Santa Trifina de Sicilia.[9]
- Santa Zoe de Roma, mártir.